# Repaint
「Repaint」（リペイント）は、RAISE A SUILENの楽曲、及びFear, and Loathing in Las Vegasの楽曲。
RAISE A SUILEN版は2022年2月26日にブシロードミュージックより配信された。Fear, and Loathing in Las Vegasによる同曲のセルフカバーバージョンも同年6月22日に各種ストリーミングサービスより配信された。

## 概要

### RAISE A SUILEN版
前作『EXIST』より約10ヶ月振りとなる作品。本作は、スマートフォン向けゲーム「バンドリ！ガールズバンドパーティ！」におけるアーティストタイアップ企画第2弾として、ポスト・ハードコアバンドのFear, and Loathing in Las Vegasから提供された楽曲である。2月14日にはMVがYoutube上で公開された。また本作はスマートフォンゲームアプリ『新日本プロレスSTRONG SPIRITS』CMソングとして使用された。
ドラム担当の夏芽は本作のドラミングについて、インタビューにて「ヤバいです。手を増やしたい。千手観音じゃないと（笑）。あとは脚。ツイン・ペダルとかツーバスって、ベタ踏みでドドドドド――というのもありますけど、ラスベガスさんにはドコドッドコドッ――って、両足で変化球なリズムを使う感じが多くて。そういうのが入っています。あとは手足のコンビネーション。ラップの後ろで、手足のコンビネーションでフィルをやっているような8小節があるんですけど、そこはすごいですよ。この曲はBPMが205なんですよ、ヤッバい（笑）！」と発言しており、何度も叩き込んで体に馴染ませたという。
ベースボーカルのRaychellがレコーディングする際にはLas VegasからMinamiとマネージャーが駆けつけてくれたといい、「レコーディング自体はすぐスタジオに入って、どんどんやっていきました。テイクの録り方が早いんですよ。「Repaint」は全部英詞で、正直言うと私はそこまで英語が話せるわけでもないので、発音はこれで合ってるかなーって不安だったですけど、1時間かからないくらいですぐ終わっちゃって。ただ、こだわりもすごくありました。言葉のリズム、ハメる音のフレーズはキッチリご指示いただいて。そこは言われたんですけど、"あとは自由に歌ってください"と。」と語っている。
また歌詞については、「「Repaint」はすんなり歌詞が入ってきたんですよね。そういう意味では、私たちに向けた歌詞を書いてくださったんだなと思いました。歌詞の中にタイトルの"repaint"が出てくるんですよね。私たちひとりひとりの色はみんなバラバラだし、5色でRAISE A SUILENでもあるので、そういう意味ではすごく素敵なタイトルを付けていただいたと思いました」と語る。
DJ担当の紡木は楽曲内でラップを担当しているが、その際の仮歌はMinamiが担当し、更にレコーディングの際にも直接ディレクションをもらったとのことで、「いつものチュチュ節全開な感じとは違い、今回は上よりも下に響くラップに仕上がっているんじゃないかな」と語っている。

### Fear, and Loathing in Las Vegas版
前作『One Shot, One Mind』より約1年2か月ぶりとなる作品。前述のRAISE A SUILENへの提供曲のセルフカバーバージョンである。本作はスマートフォンゲームアプリ『新日本プロレスSTRONG SPIRITS』CMソング、及びテレビ朝日系プロレス中継番組『ワールドプロレスリング』その他新日本プロレス各大会会場のビジョンにて開場前CMとして使用された。
MinamiはRAISE A SUILENが演奏しやすいように意識して制作したという。また、中盤に取り入れられているギター・ソロはギター2本をクロスさせており1本目をMinamiが弾いている。

## 収録曲
| #         | タイトル    | 作詞 | 作曲・編曲 | 時間 |
| --------- | ----------- | ---- | ---------- | ---- |
| 1.        | 「Repaint」 |      |            | 3:53 |
| 合計時間: | 合計時間:   | 3:53 |            |      |

## タイアップ
Repaint（RAISE A SUILEN）
- スマートフォンゲームアプリ『新日本プロレスSTRONG SPIRITS』CMソング

Repaint（Fear, and Loathing in Las Vegas）
- スマートフォンゲームアプリ『新日本プロレスSTRONG SPIRITS』CMソング
- テレビ朝日系プロレス中継番組『ワールドプロレスリング』その他新日本プロレス各大会会場ビジョン開場前CMソング

## 収録アルバム
Repaint（RAISE A SUILEN）
- 『9th Single「CORUSCATE -DNA- 」』

Repaint（Fear, and Loathing in Las Vegas）
- 『Cocoon for the Golden Future』

## 演奏
RAISE A SUILEN
- Raychell : Vocal, Bass Guitar
- 小原莉子 : Guitar, Chorus
- 夏芽 : Drums, Chorus
- 倉知玲鳳 : Keyboard,Chorus
- 紡木吏佐 : DJ, Rapping, Chorus

Fear, and Loathing in Las Vegas
- So : Vocal
- Minami : Screaming Vocal, Rapping, Keyboard, Guitar
- Taiki : Guitar, Vocal, Chorus
- Tomonori : Drums
- Tetsuya : Bass Guitar, Chorus